# Two Ships
Two Ships is de achtste aflevering van het twaalfde seizoen van de televisieserie ER, die voor het eerst werd uitgezonden op 17 november 2005.

## Verhaal
Dr. Kovac en dr. Lockhart worden wakker nadat zij de nacht samen hebben doorgebracht, zij besluiten om geen relatie te beginnen maar vrienden te blijven.
Nadat er een vliegtuig neergestort is in een woonwijk wordt de SEH overspoeld met patiënten. Dr. Rasgotra en dr. Pratt helpen mee op de plek van het ongeluk, dr. Rasgotra riskeert haar leven als zij een brandend gebouw in rent om de mensen te redden. Als het gebouw dan ineens instort maakt iedereen zich grote zorgen over het welzijn van Rasgotra, uiteindelijk blijkt zij het overleefd te hebben. Als dr. Rasgotra weer een beetje bij positieven is wordt zij verrast met een bezoeker, het is haar vriend dr. Gallant die teruggekeerd is vanuit Irak.
Taggart besluit door de drukte op de SEH om verpleegster Adams terug in dienst te nemen, tot haar opluchting staat Peyton achter deze beslissing.

## Rolverdeling

### Hoofdrollen
- Goran Višnjić - Dr. Luka Kovac
- Maura Tierney - Dr. Abby Lockhart
- Mekhi Phifer - Dr. Gregory Pratt
- Parminder Nagra - Dr. Neela Rasgrota
- Shane West - Dr. Ray Barnett
- John Leguizamo - Dr. Victor Clemente
- Kristen Johnston - Dr. Eve Peyton
- Sharif Atkins - Dr. Michael Gallant
- Linda Cardellini - verpleegster Samantha 'Sam' Taggart
- Yvette Freeman - verpleegster Haleh Adams
- April Lee Hernández - verpleegster Inez
- John Stamos - ambulancemedewerker Tony Gates
- Montae Russell - ambulancemedewerker Dwight Zadro
- Lyn Alicia Henderson - ambulancemedewerker Pamela Olbes
- Michelle Bonilla - ambulancemedewerker Christine Harms
- Emily Wagner - ambulancemedewerker Doris Pickman
- Louie Liberti - ambulancemedewerker Bardelli
- Abraham Benrubi - Jerry Markovic

### Gastrollen (selectie)
- Serena Williams - Alice Watson
- Kat Dennings - Zoe Butler
- Alex Rocco - Martin Trudeau
- Len Lesser - Woody Ebbots
- Paolo Seganti - Adrian Sianis
- Ryun Yu - Baxter Yi